# Милхејм (Пенсилванија)
Милхејм (енгл. Millheim) град је у америчкој савезној држави Пенсилванија.

## Демографија
По попису из 2010. године број становника је 904, што је 155 (20,7%) становника више него 2000. године.
| Група             | 2000.       | 2010.       |
| Белци             | 743 (99,2%) | 886 (98,0%) |
| Афроамериканци    | 1 (0,1%)    | 1 (0,1%)    |
| Азијати           | 0 (0,0%)    | 0 (0,0%)    |
| Хиспаноамериканци | 0 (0,0%)    | 2 (0,2%)    |
| Укупно            | 749         | 904         |